# Zdeněk Mančal

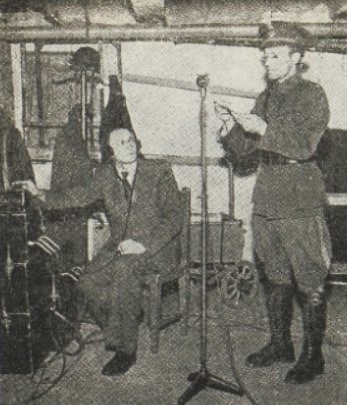
Zdeněk Mančal hlásí v uniformě poručíka čsl. armády

Zdeněk Mančal (9. října 1913 Litomyšl – 5. srpna 1975 Praha) byl hlasatel Československého rozhlasu, který 5. května 1945 slovy Je právě sechs hodin zahájil Pražské povstání.

## Život
Narodil se v rodině litomyšlského poštovního asistenta Antonína Mančala (*1881) a jeho manželky Anny, rozené Maixnerové (*1890).
Po skončení pražského květnového povstání 1945 se Zdeněk Mančal stal populární osobností a na přednáškách a besedách líčil pravdivě události provázející povstání v hlavním městě. Jeho „nekomunistický“ pohled nebyl v souladu se scénářem osvobození Prahy jak jej interpretovali komunisté. Již od 20. února 1948 měl zakázán přístup na své pracoviště do Československého rozhlasu a po únoru 1948 byl z rozhlasu (na základě výpovědi z 30. března 1948) propuštěn. Následně si našel práci jako kolorovač fotografií a správce statku v malé vesničce Nebřenice u Popoviček v okrese Praha-východ.
V květnu 1949 byl Mančal v Nebřenicích zatčen státní bezpečností (StB). Během politického procesu byl připojen k osobám (skupině důstojníků) obviněným z ilegální protistátní činnosti. Za velezradu byl odsouzen k 10 letům vězení, které si odpykával v Plzni na Borech.
Do věznice Plzeň-Bory nastoupil v červenci 1949 člen Sboru uniformované vězeňské stráže (SVS) Jan Horáček, který začal v borské věznici pomáhat tamním politickým vězňům především tím, že jim pomocí ilegálně pronášených zpráv – motáků – zprostředkovával spojení s jejich blízkými příbuznými. Mezi pronášenými zprávami byla i prohlášení vytvořená Zdeňkem Mančalem, kde popisoval život ve věznici a výslechové metody příslušníků státní bezpečnost (StB).
Po návratu z výkonu trestu pracoval Mančal jako betonář. Jeho žádost o rehabilitaci podaná v roce 1968 byla komunisty zamítnuta a ani v 70. letech 20. století nebyl Mančalovi přiznán status protifašistického bojovníka. Nucené práce v uranových dolech na Jáchymovsku podkopaly Mančalovi zdraví. Zdeněk Mančal zemřel v Praze na srdeční selhání dne 5. srpna 1975 ve věku 61 let.